# Beehive Hill
Der Beehive Hill (englisch für Bienenkorbhügel, in Argentinien Cerro Lanudo ‚Wolliger Hügel‘) ist ein eisbedeckter und 2030 m hoher Hügel im Grahamland auf der Antarktischen Halbinsel. Er ragt 610 m über das Eisplateau hinaus und liegt 16 km östlich des Kopfendes des Neny-Fjords und unmittelbar nördlich des Kopfendes des Wyatt-Gletschers.
Wissenschaftler der United States Antarctic Service Expedition (1939–1941) nahmen 1940 eine Vermessung des Hügels vor, der auf den von ihm angefertigten Kartenmaterial als Sphinx verzeichnet ist. Der Falkland Islands Dependencies Survey nahm nach neuerlicher Vermessung im Jahr 1947 eine deskriptive Umbenennung vor.